# إد لونش (دراج)
إد لونش (بالإنجليزية: Ed Lynch)‏ هو دراج أمريكي، ولد في 29 أبريل 1929 في كانتون في الولايات المتحدة.

## وصلات خارجية
- إد لينش على موقع إحصائيات الدراجات الإحترافية (الإنجليزية)
- إد لينش على موقع أوليمبيديا (الإنجليزية)